# (35964) 1999 LC13
1999 LC13 (asteroide 35964) é um asteroide da cintura principal. Possui uma excentricidade de 0.11701330 e uma inclinação de 6.03837º.
Este asteroide foi descoberto no dia 9 de junho de 1999 por LINEAR em Socorro.